# Lunnedet
Lunnedet, ibland även stavat Lunedet, är en halvö mellan sjöarna Alkvettern och Lonnen, nordväst om Karlskoga, i Karlskoga kommun, Örebro län. Lunnedet är skyddat sedan 1987 och är 158 hektar stort. Reservatet besår av barrskog och ängar.

## Namnet
Tidigare stavades Lunnedet med endast ett "n". Den 29 juni 2015 beslutade Lantmäteriet att ändra stavningen till Lunnedet med två "n". Även stavningen "Lundedet" förekom fram till 1988, men den ändrades också av Lantmäteriet till Lunnedet 2010.

## Historia
Området har varit bebott sedan stenåldern, då man har hittat en skafthålsyxa några kilometer från Lunnedet.
Slussen i Knappfors färdigställdes 1853, då den uppfördes som en del av Bergslagskanalen för att möjliggöra transporter i sjösystemet mellan Filipstad och Karlskoga. Slussen effektiviserade de transporter av tackjärn som gick sjövägen från Karlskoga och Nora bergslag till lastplatsen Sjöändan vid södra Bergsjön. Järnvägsbyggandet gjorde dock sjötransporterna olönsamma.
Knappforsen är omnämnt sedan 1600-talet och uppbyggdes 1655, hyttan fick dock inte privilegier förrän i mars 1659. Blåsning av tackjärn fortgick fram till 1891.
På området finns också flera broar som korsar det strömmande vattnet.
Vid slussen, vid den så kallade "Kungseken", sägs hertigarna Karl och Johan ha träffats för att konspirera mot sin bror Erik XIV.

## Utbudet

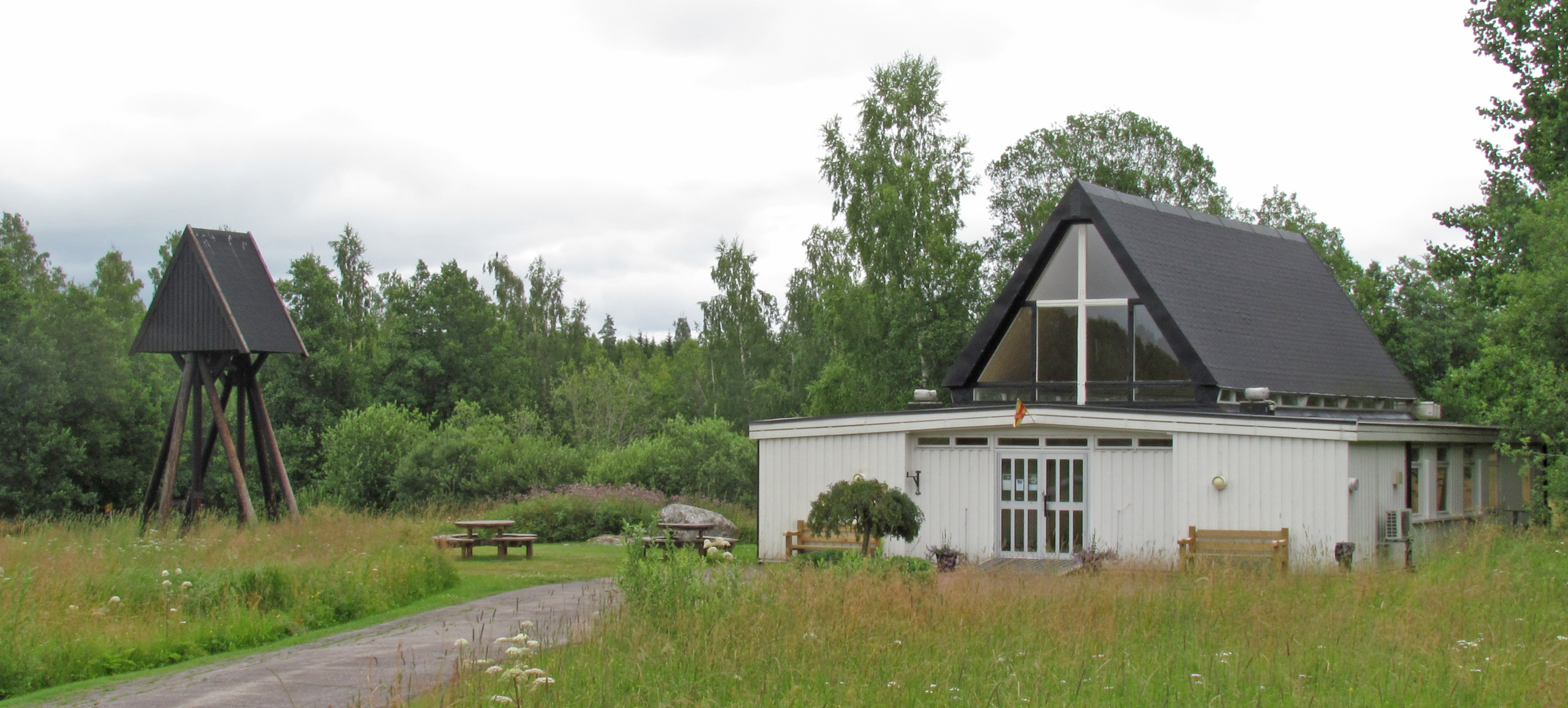
Lunedskyrkan i Lunnedet.

Lunnedets bergsmansgård från 1700-talet har kafé- och restaurangverksamhet. På området finns också en camping, strand och brygga med lekplats och bangolf. En mindre djurverksamhet ligger norr om slussen vid Knappfors samt en handelsbod.
Tidigare fanns här Lunedsbacken, en alpin anläggning som lades ned 2007.
Lunedskyrkan, en dop- och vigselkyrka, ligger vid sjön Lonnen inom området. Den flyttades hit 1985 från Skogsrundan i Karlskoga tätort.